# GAC Trumpchi GS 4 Coupé

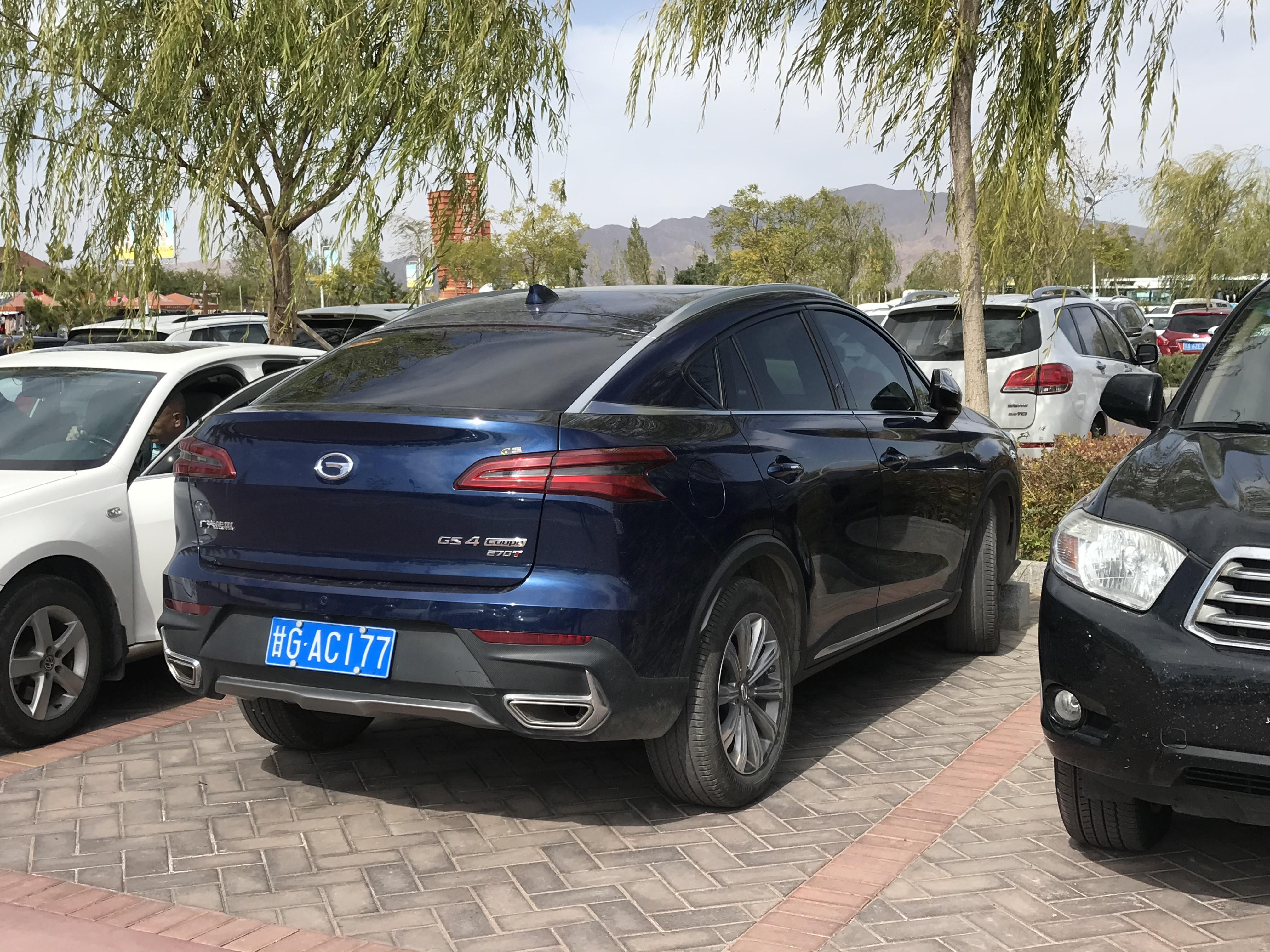
Heckansicht

Der GAC Trumpchi GS 4 Coupé ist ein als SUV-Coupé vermarktetes Fahrzeug der zur chinesischen Guangzhou Automobile Group gehörenden Submarke Trumpchi.

## Geschichte
Vorgestellt wurde das 4,58 Meter lange Fahrzeug im November 2019. Im Mai 2020 kam es mit zwei Ausstattungsvarianten auf dem chinesischen Heimatmarkt in den Handel. Gegenüber dem normalen SUV GAC Trumpchi GS 4 steht für den Kunden der emotionale Nutzen im Vordergrund, weshalb das GS 4 Coupé zu einem höheren Preis verkauft werden kann.
Als Konkurrenzmodelle der Baureihe werden unter anderem der Geely Xingyue S und der Haval F7x genannt.

## Technische Daten
Im Gegensatz zum GS 4 wurde im GS 4 Coupé nur ein 1,5-Liter-Ottomotor mit 124 kW (169 PS) angeboten. Der Wagen hat Vorderradantrieb und ein 7-Stufen-Doppelkupplungsgetriebe, das das Beschleunigungsverhalten gegenüber dem 6-Stufen-Automatikgetriebe im GS 4 verbessern soll. Der Plug-in-Hybrid war nicht verfügbar.
| Kenngrößen                                  | 270T                             |
| Bauzeitraum                                 | 05/2020–2023                     |
| Motorkenndaten                              |                                  |
| Motortyp                                    | R4-Ottomotor                     |
| Motoraufladung                              | Turbolader                       |
| Hubraum                                     | 1495 cm³                         |
| max. Leistung                               | 124 kW (169 PS) bei 5000/min     |
| max. Drehmoment                             | 265 Nm bei 1700–4000/min         |
| Kraftübertragung                            |                                  |
| Antrieb                                     | Vorderradantrieb                 |
| Getriebe                                    | 7-Stufen-Doppelkupplungsgetriebe |
| Messwerte                                   |                                  |
| Leergewicht                                 | 1540 kg                          |
| Höchstgeschwindigkeit                       | 185 km/h                         |
| Beschleunigung, 0–100 km/h                  | 8,8 s                            |
| Kraftstoffverbrauch auf 100 km (kombiniert) | 6,9 l Super                      |
| Tankinhalt                                  | 55 l                             |
| Abgasnorm                                   | China VI                         |